# Chiesa di San Francesco (Reggio Emilia)
La chiesa dell'Immacolata Concezione e di San Francesco è un edificio di culto cattolico situato in piazza Martiri 7 Luglio a Reggio nell'Emilia. La chiesa è sede dell'omonima parrocchia del Vicariato Urbano della diocesi di Reggio Emilia-Guastalla.

## Storia

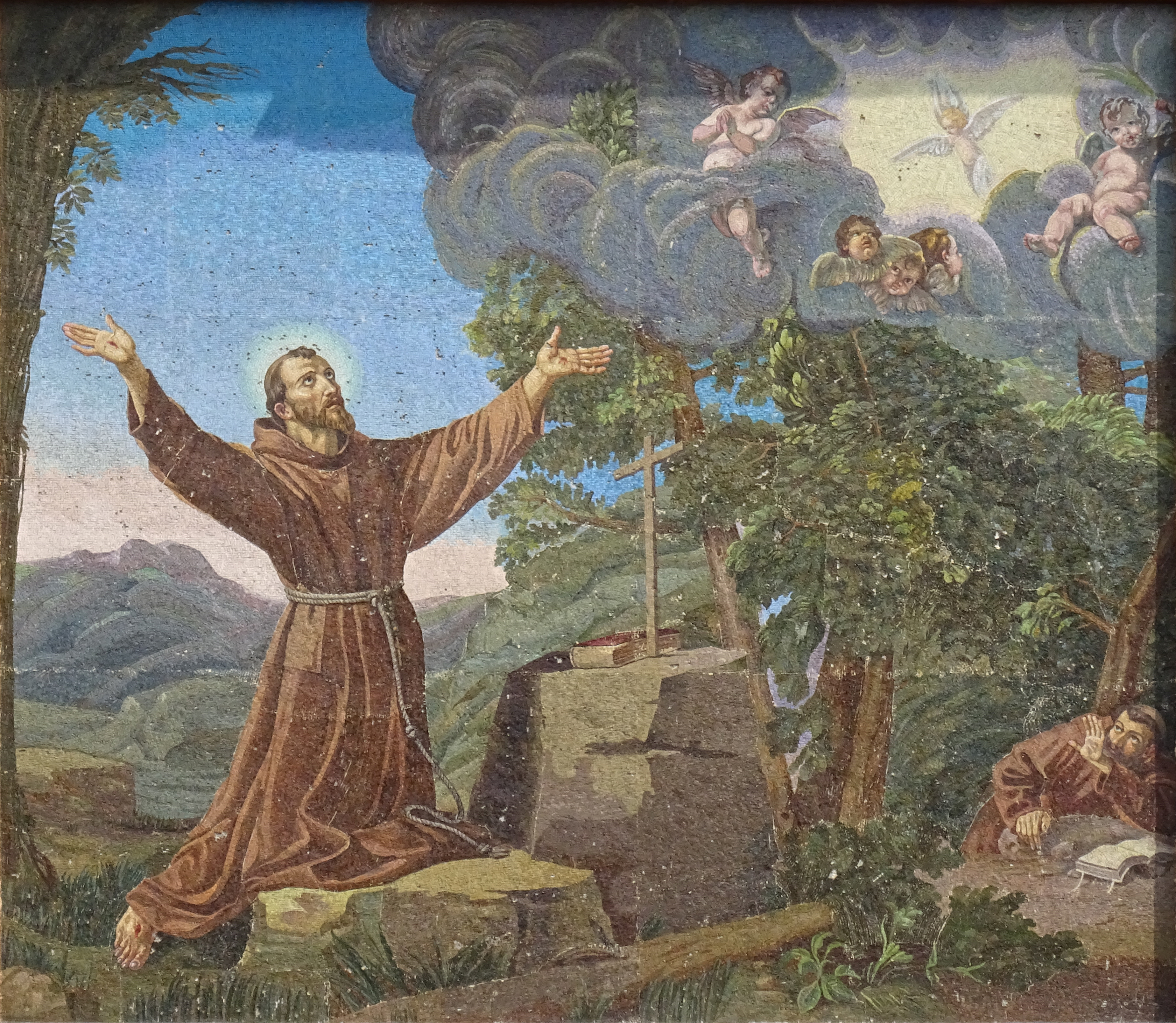
Il mosaico in facciata

La chiesa fu costruita nella seconda metà del XIII secolo su una preesistente dedicata a San Luca che fungeva da cappella del palazzo imperiale. Dopo aver subito diversi interventi nel corso dei secoli, nel 1725 il fabbricato fu ricostruito secondo il progetto dell'architetto reggiano Giovanni Maria Ferraroni. Tra il 1856 ed il 1857 la facciata fu rifatta in stile neoclassico da Pietro Marchelli.
Il 26 settembre 1943 nella canonica della chiesa si costituì il Comitato di Liberazione Nazionale di Reggio Emilia.

## Descrizione
La chiesa presenta una facciata in cotto sormontata da un frontone triangolare sorretto da lesene. Nel timpano, mosaico di San Francesco che riceve le stigmate realizzato da uno studio romano. 
L'interno, di gusto barocco, presenta una navata unica con volte a catino, un cupolino ed il coro.